# Prințul Vincent al Danemarcei
Prințul Vincent Frederik Minik Alexander al Danemarcei, Conte de Monpezat (n. 8 ianuarie 2011), este un membru al familiei regale daneze. Este al treilea copil al al Prințului Moștenitor Frederik al Danemarcei și al soției lui, Mary, Prințesă a Danemarcei. Este al șaselea nepot al reginei Margareta a II-a a Danemarcei. Are o soră geamănă, Prințesa Josephine a Danemarcei.
Prințul este al patrulea în ordinea succesiunii la tronul din Danemarca, după tatăl său, fratele mai mare (Prințul Christian) și sora mai mare (Prințesa Isabella).

## Naștere
Prințul s-a născut la Rigshospitalet din Copenhaga la ora locală 10:30, cu 26 de minute înaintea surorii sale gemene. La naștere a cântărit 2,67 kg și a măsurat 47 de cm. La scurt timp după aceea, vorbind cu presa, Prințul Moștenitor a glumit spunând că îl va numi Elvis pe nou-născut, deoarece gemenii au aceeași zi de naștere ca „Regele Rock&Roll-ului”.

## Botez
Vincent și sora lui au fost botezați la 14 aprilie 2011. Prințul a primit numele de Vincent Frederik Minik Alexander. Nașii săi au fost unchiul patern, John Stuart Donaldson, Felipe, Prinț de Asturia, Gustav, Prinț Ereditar de Sayn-Wittgenstein-Berleburg, contele Michael Ahlefeldt-Laurvig-Bille, baroneasa Helle Reedtz-Thott și Caroline Heering.
A fost numit:
- Vincent, un nume francez frecvent întâlnit, în cinstea originilor franceze ale bunicului său; înseamnă „învingător”[7]
- Frederik, după tatăl său și urmând tradiția prinților danezi de a purta fie numele de Frederik, fie cel de Christian printre prenumele lor
- Minik, un nume groenlandez frecvent întâlnit la ambele sexe; înseamnă „ulei vâscos folosit la etanșarea bărcilor de piele”[8]
- Alexander, un nume frecvent întâlnit în Danemarca, de origine latină, derivat din grecescul Alexandros, care înseamnă „apărător al oamenilor”.[7] De asemenea este un nume frecvent în familiile regale.